# Cryptonatica
Cryptonatica là một chi ốc biển săn mồi, là động vật thân mềm chân bụng sống ở biển trong họ Naticidae, họ ốc Mặt Trăng.

## Các loài
Các loài thuộc chi Cryptonatica bao gồm:
- Cryptonatica affinis (Gmelin, 1791)[2]
- Cryptonatica bathybii (Friele, 1879)[3]
- Cryptonatica huanghaiensis Zhang, 2008[4]
- Cryptonatica operculata (Jeffreys, 1885)[5]